# Svansjö landskommun
Svansjö landskommun var en tidigare kommun i dåvarande Älvsborgs län. 

## Administrativ historik
Kommunen bildades som storkommun vid kommunreformen 1952 genom sammanläggning av Torestorps landskommun, Älekulla landskommun och Öxabäcks landskommun. 
Den upphörde år 1971 då dess område gick upp i nybildade Marks kommun.
Kommunkoden var 1545.

### Kyrklig tillhörighet
I kyrkligt hänseende tillhörde kommunen församlingarna Torestorp, Älekulla och Öxabäck.

## Geografi
Svansjö landskommun omfattade den 1 januari 1952 en areal av 205,42 km², varav 184,97 km² land.

### Tätorter i kommunen 1960
I Svansjö landskommun fanns den 1 november 1960 ingen tätort. Tätortsgraden i kommunen var då alltså 0,0 procent.

## Politik

### Mandatfördelning i valen 1950-1966
| 5 | 18 | 12 |

| 33 |

| 5 | 17 | 2 | 11 |

| 35 |

| 5 | 17 |  | 12 |

| 33 |

| 7 | 17 |  | 10 |

| 33 |

| 6 | 17 | 2 | 10 |

| 33 |